# 类丽金蛛
类丽金蛛（学名：Argiope pulchelloides）为园蛛科金蛛属的动物。在中国大陆，分布于四川等地，主要生活于果树间、林木及杂草丛 栖息于林果树间和草径。该物种的模式产地在四川。